# あたりとしお
あたり としお（本名：阿田 利夫、1958年6月2日 - ）は、日本のコメディアン、ナレーター、パーソナリティ。

## 来歴
熊本県水俣市出身。173cm、68kg。花王名人劇場ヤングフェスティバル一人芸部門最優秀賞受賞 、ザ・テレビ演芸チャンピオン獲得。ものまね、ラジオパーソナリティ、TV・CMのナレーション等も行っている。

## 現在の出演番組
- プライムショッピング

## 過去の出演番組
- That's 談（エフエム石川）
- あたりとしおの、ポンチャラリン
- あたりとしおのあたりきしゃかりき（1997年4月～2002年9月28日）
- あたりとしおのちょー、GENKI（2004年10月3日～2007年3月25日）
- あたりとしおのアブレイズ・ユー～輝くキミたちに（2007年4月1日～2010年3月28日）